# Wukari (cráter)
Wukari es un cráter de impacto del planeta Marte situado al sur del cráter Virrat y al oeste de Tugaske, a  32.1° sur y 102.9º oeste. El impacto causó un boquete de 38,4 kilómetros de diámetro. El nombre fue aprobado en 1991 por la Unión Astronómica Internacional, haciendo referencia a la localidad homónima de Nigeria.